# Banque du Congo belge

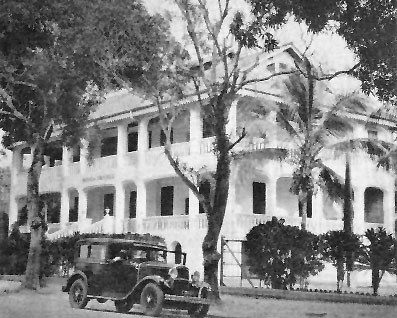
Hoofdkantoor van de Banque du Congo belge in Léopoldville (1942)

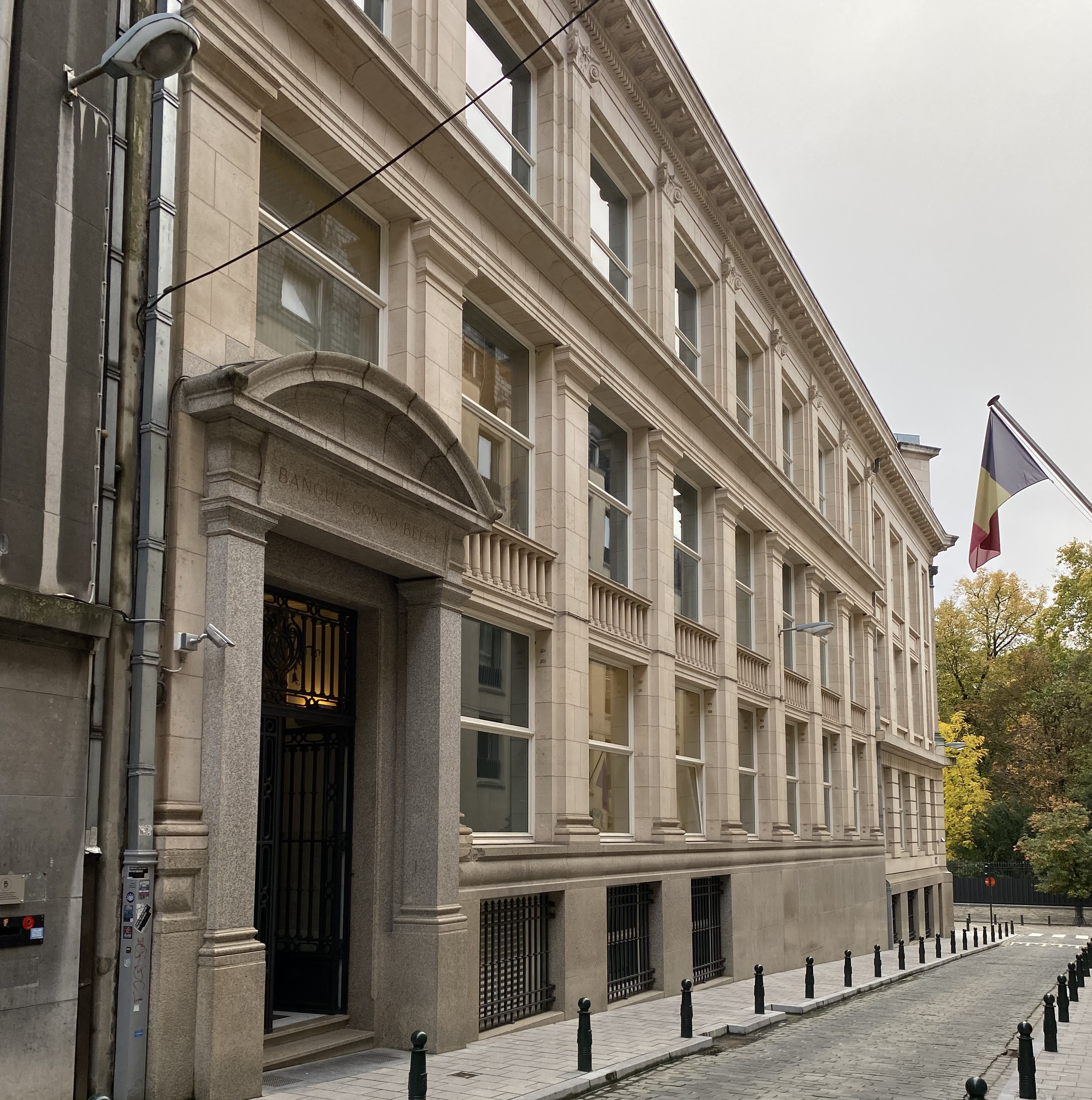
Voormalig hoofdkantoor van de bank in Brussel van 1920 tot 1954

De Banque du Congo belge, afgekort BCB, (Nederlands: Bank van Belgisch-Congo) was een Belgische koloniale bank die voornamelijk actief was in Belgisch-Congo van 1909 tot 1960.
Na de onafhankelijkheid van Congo bleef de bank actief als de Banque du Congo van 1960 tot 1971, de Banque commerciale zaïroise van 1971 tot 1997, en de Banque commerciale du Congo van 1997 tot 2020, toen ze werd overgenomen door het in Kenia gevestigde Equity Group Holdings en onderdeel werd van de Equity Banque Commerciale du Congo.
De BCB fungeerde als uitgevende bank in Belgisch-Congo van 1911 tot 1952 en in Ruanda-Urundi van 1916 tot 1952. In 1952 werd deze rol overgenomen door de nieuw opgerichte Banque centrale du Congo belge et du Ruanda-Urundi. De activiteiten van de BCB in België werden in 1960 afgesplitst en voortgezet als de Banque belgolaise. De commerciële activiteiten van de BCB in Burundi werden in 1964 afgesplitst en gingen verder als de Banque de Crédit de Bujumbura.

## Geschiedenis

### Congo-Vrijstaat
Van 1886 tot 1908 regeerde koning Leopold II de Congo-Vrijstaat als zijn persoonlijke domein. Op 27 juli 1887 vaardigde hij een koninklijk decreet uit waarmee de Belgische frank werd vastgesteld als rekeneenheid voor de Congo Vrijstaat en Ruanda-Urundi.
In 1890 plaatste het Helgoland-Zanzibarverdrag Ruanda-Urundi binnen de invloedssfeer van het Duitse Keizerrijk in Afrika. Hierdoor werd de Duitse Oost-Afrikaanse rupie de officiële munteenheid in Ruanda-Urundi, hoewel de frank daar bleef circuleren.
In 1908 nam België de directe verantwoordelijkheid over Congo over. Hierdoor werd Belgisch-Congo lid van de Latijnse muntunie.

### Koloniale bank
De Banque du Congo belge (BCB) werd opgericht op 11 januari 1909 naar initiatief van Albert Thys en de door hem geleide Banque d'Outremer. De oprichting werd gesteund door verschillende instellingen, waaronder de Compagnie du Congo pour le commerce et l'industrie (CCCI), de Banque de Bruxelles, het handelshuis Bunge en diverse privébankiers, waaronder de Banque Lambert. Enkele weken na de oprichting werd het kapitaal van de bank, op verzoek van de Belgische autoriteiten, verder opengesteld voor gevestigde Belgische financiële instellingen zoals de Société générale de Belgique (SGB), het Crédit général liégeois, het Crédit général de Belgique, de Banque internationale de Bruxelles, het bankhuis Balser en de Société commerciale et financière africaine (Comfina). Als gevolg hiervan waren de belangrijkste aandeelhouders van de BCB in 1909 de CCCI, de Banque d'Outremer, de SGB, Comfina, Édouard Empain, de Banque de Bruxelles, De Nederlandsche Bank en Franz Philippson. De BCB fungeerde aanvankelijk als een neutrale vertegenwoordiger voor alle grote Belgische banken in Belgisch-Congo en niet als een dochteronderneming van slechts één van hen. Dit was vergelijkbaar met Franse precedenten zoals de Banque de l'Indochine en de Banque de l'Afrique occidentale. Het Brusselse kantoor werd gevestigd in het gebouw van de CCCI, in dezelfde bouwblok als de Banque d'Outremer.
In juni 1909 opende de BCB haar eerste Congolese filiaal in Matadi, gevolgd door Élisabethville vier maanden later en Léopoldville in 1910.
Op 7 juli 1911 kende de koloniale regering de BCB een 25-jarig monopolie toe op het uitgeven van bankbiljetten in de kolonie en benoemde het de bank tot belastingagent van de koloniale overheid. Deze privileges leidden tot veranderingen in het bestuur van de BCB; de bank bleef een Belgische naamloze vennootschap, maar de Belgische overheid kreeg toezichtrechten. Tot 1937 was de voorzitter van de raad van bestuur van de BCB een bestuurder van de Nationale Bank van België. Op 10 augustus 1911, dezelfde dag waarop het nieuwe statuut van de BCB van kracht ging, richtte de bank een lokale dochteronderneming op, de Banque commerciale du Congo, die haar commerciële activiteiten overnam. De BCB opende vervolgens filialen in Boma en Stanleyville en bracht in 1912 haar eerste bankbiljetten uit. De bank was echter nog klein, met in totaal 25 werknemers in 1911, en het drukken van bankbiljetten werd uitbesteed aan de Nationale Bank van België tot mei 1940.
Tijdens de Duitse bezetting van België in de Eerste Wereldoorlog werd de BCB bestuurd vanuit een tijdelijke vestiging in Londen. Tijdens deze periode opende de bank 18 nieuwe filialen in steden zoals Bandundu, Basankusu, Kasongo en Lisala, evenals in Duitse kolonies zoals Kigoma en Dar es Salaam. Na de nederlaag van Duitsland kreeg België een mandaat van de Volkenbond over Ruanda-Urundi. Deze gebieden werden opgenomen in de Belgisch-Congolese frankzone, en de BCB opende filialen in Usumbura en Kigali. De conventie van 10 oktober 1927 vernieuwde het statuut van de BCB, verlengde het monopolie op bankbiljetuitgifte tot 1 juli 1952, en leidde tot verdere aanpassingen in 1935.
Tijdens de Tweede Wereldoorlog werd België opnieuw bezet door Duitsland. Hierdoor moest de BCB praktisch als een autonome centrale bank opereren, onder meer als belastingagent van de Belgische regering in ballingschap. Een conventie van 21 januari 1941 tussen België (in ballingschap) en het Verenigd Koninkrijk stelde een vaste pariteit in tussen de Belgisch-Congolese frank en de Britse pond, waardoor de frank in Londen genoteerd kon worden.
In 1952, na het aflopen van haar monopolie op bankbiljetuitgifte, werd de BCB in haar rol van centrale bank vervangen door de nieuw opgerichte Banque centrale du Congo belge et du Ruanda-Urundi (BCCBRU). Op 16 september dat jaar verhuisde het hoofdkantoor van de BCB van Brussel naar Léopoldville. Op 19 november 1952 werd de lokale dochteronderneming, de Banque commerciale du Congo, onderdeel van de BCB.
In 1954 verhuisde het Brusselse kantoor van de BCB van haar oorspronkelijke locatie aan Rue Thérésienne (onderdeel van het statige gebouw van de CCCI, voltooid in 1920) naar een nieuw hoofdkantoor aan het Kantersteen, boven de Noord-Zuidverbinding. Dit nieuwe gebouw werd ontworpen door de architecten André en Jean Polak.

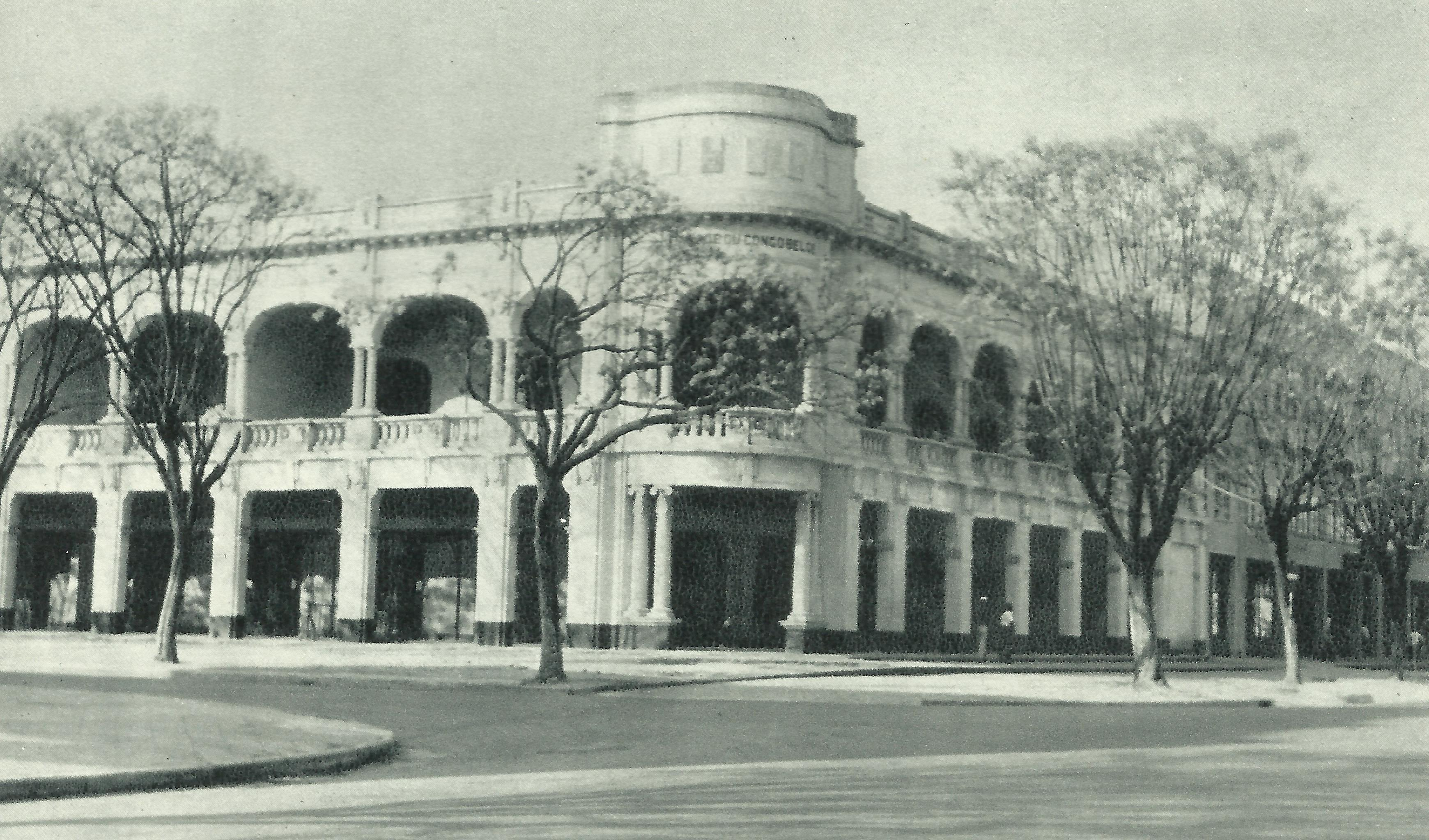
Kantoor in Élisabethville (1926)
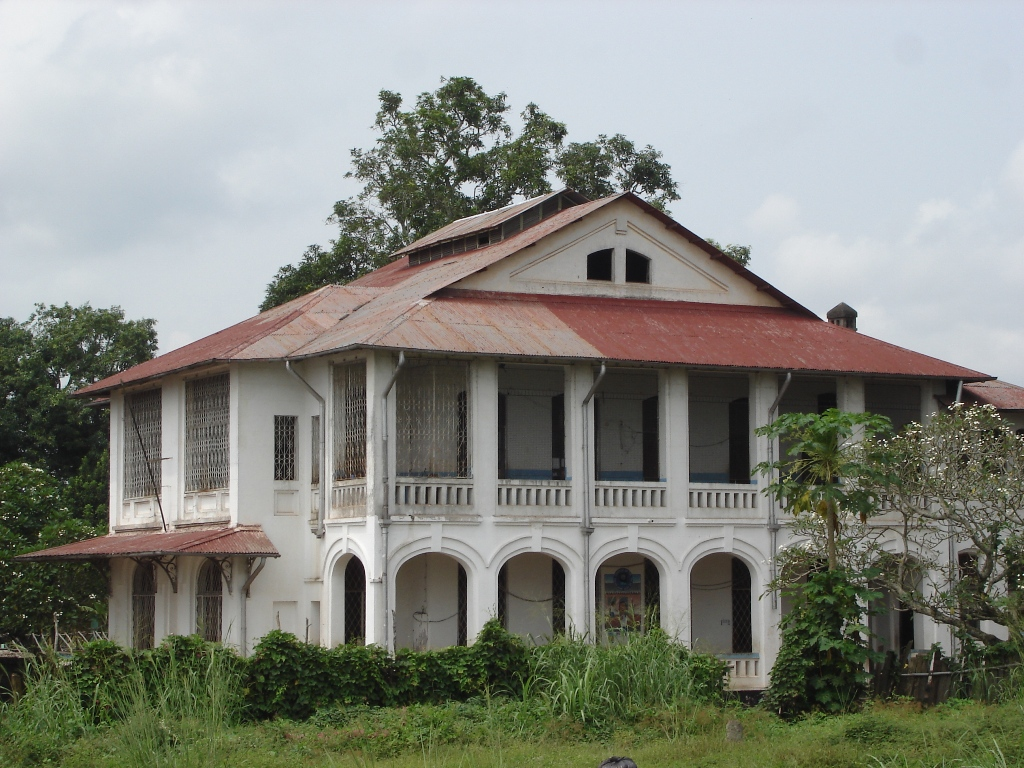
Voormalig kantoor in Mbandaka
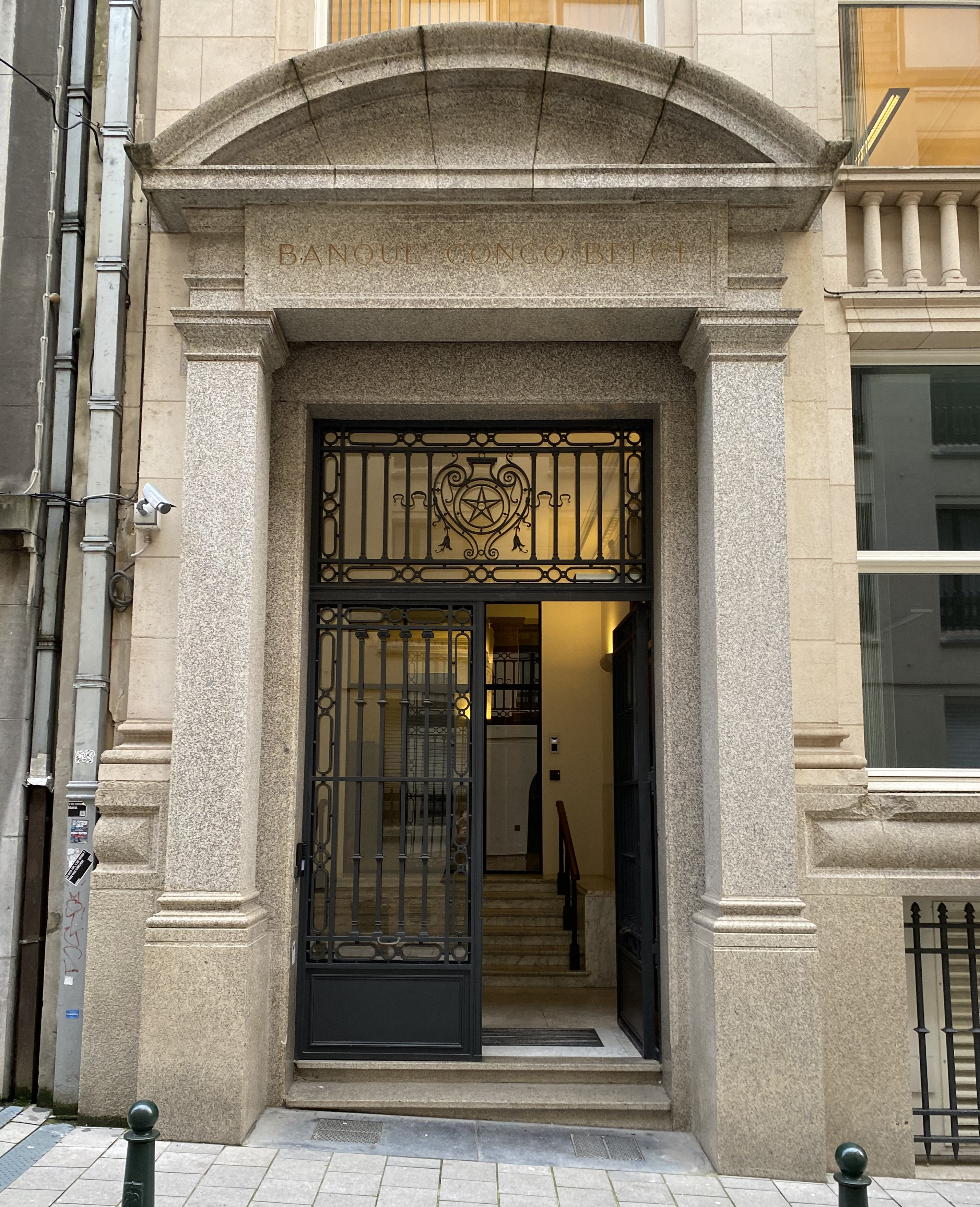
Ingang van het voormalig hoofdkantoor in Brussel met de Congoster in het ijzerwerk
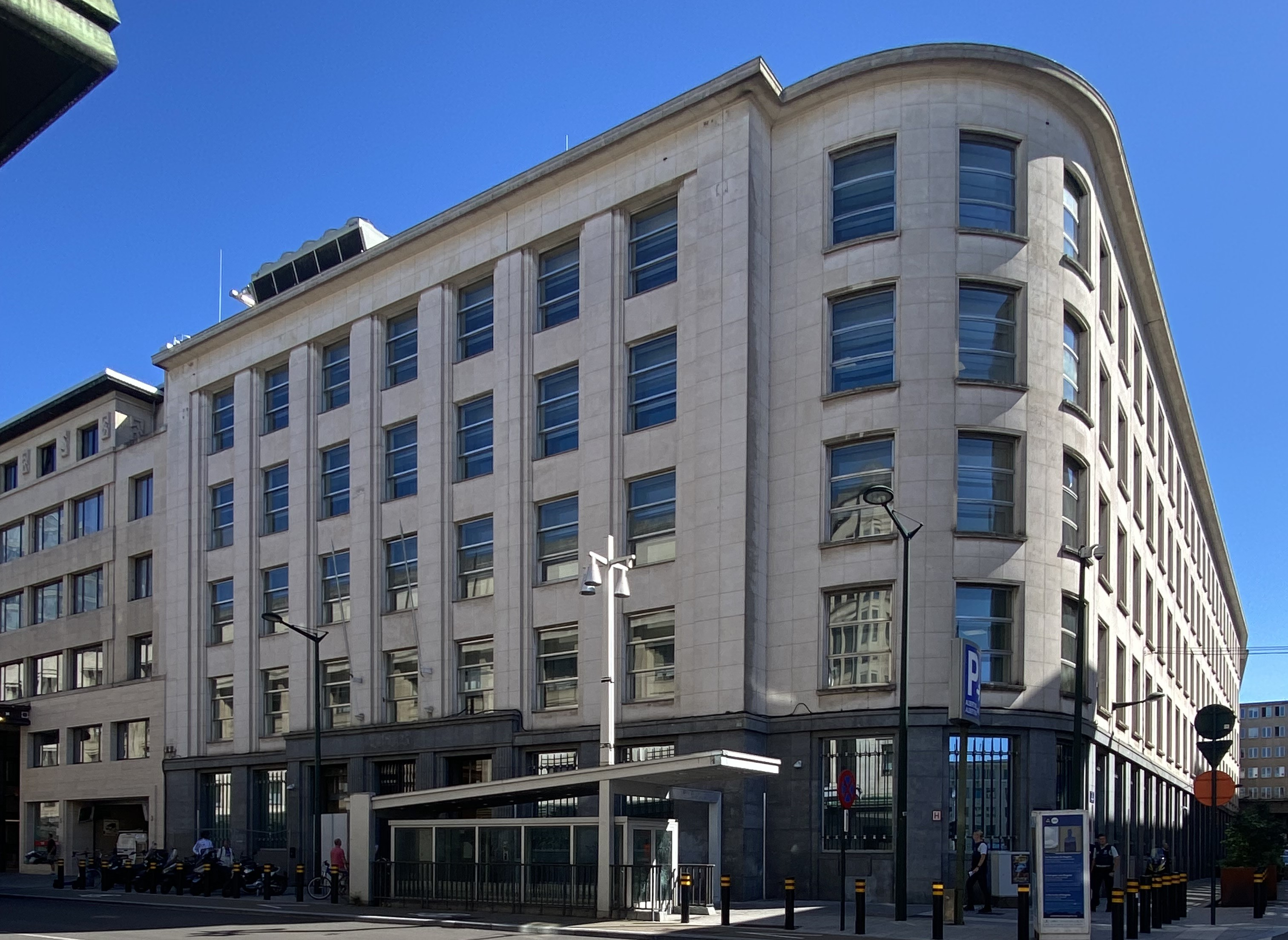
Voormalig hoofdkantoor van de bank in Brussel van 1954 tot 1960

### Postkoloniale tijd
Met de naderende onafhankelijkheid van Congo in 1960 paste de BCB haar bedrijfsstructuur aan. Op 14 april 1960 richtte de bank een nieuwe Belgische instelling op, de Banque belgo-congolaise (in 1965 afgekort tot Banque belgolaise), die de bestaande activiteiten van de BCB in Brussel, Antwerpen en Londen overnam. In juni 1960 werden de meeste centrale administratieve functies overgeheveld van Brussel naar Léopoldville. Op 24 augustus 1960 veranderde de BCB haar naam in Banque du Congo. Tegelijkertijd versnelde de bank de promotie van inheemse Afrikanen binnen haar personeelsbestand. Hun aandeel in managementfuncties steeg van 10% begin 1960 naar 30% begin 1961 en meer dan 40% eind 1963. Dit maakte het mogelijk om begin 1964 alle filialen te heropenen die in de voorgaande jaren tijdens de Congocrisis waren gesloten.
Op 8 augustus 1964 werden de activiteiten van de bank in de inmiddels onafhankelijke staten Burundi en Rwanda gereorganiseerd als de Banque de crédit de Bujumbura, die in 1965 werd overgenomen door de Banque belgolaise.
Eind 1963 nam de Morgan Guaranty International Banking Corporation, een dochteronderneming van Morgan Guaranty, een minderheidsbelang in de Banque du Congo. In 1965 stond de bank de Congolese staat toe om ook minderheidsaandeelhouder te worden via een kapitaalverhoging. Begin 1970 was de Banque du Congo een van de oprichters van de nieuwe Société congolaise de financement et de dévéloppement (Socofide).
De bank werd in 1971 hernoemd tot Banque commerciale zaïroise (BCZ), toen de naam van het land veranderde naar Zaïre. In 1987 was het nog steeds veruit de grootste bank van het land, groter dan de Société congolaise de banque (destijds bekend als "Banque du Peuple") en de Union Zaïroise de Banques.
Met de economische instorting van het land en het begin van de Eerste Congolese Burgeroorlog in 1996 verminderde de bank haar activiteiten aanzienlijk. In 1997, na de naamsverandering van het land naar Congo, werd de bank opnieuw omgedoopt tot Banque commerciale du Congo (BCDC), een naam die eerder werd gebruikt door de commerciële dochter van de BCB tussen 1911 en 1952.
In 2004, dankzij een verbeterd sociaal-politiek klimaat en een economische opleving, breidde BCDC haar netwerk opnieuw uit en paste zij haar verkooporganisatie aan. De BCDC werd een toonaangevende bank in de Democratische Republiek Congo, actief in het hele land. Vanaf 2009 stond de bank onder controle van zakenman George Forrest. In 2017 had de BCDC 23 filialen in 17 steden in de DRC.
In 2019 kondigde de in Kenia gevestigde Equity Group Holdings aan dat het een meerderheidsbelang in de BCDC had overgenomen van George Forrest. In 2020 stapte Forrest helemaal uit de bank. Datzelfde jaar, na goedkeuring van de Congolese regelgevende instanties, begon Equity Group met de fusie van BCDC en haar bestaande lokale dochteronderneming Equity Bank Congo (EBC). Dit leidde tot de oprichting van Equity Banque Commerciale du Congo (Equity BCDC), waarin de Equity Group een aandeel van 77,5% behield.

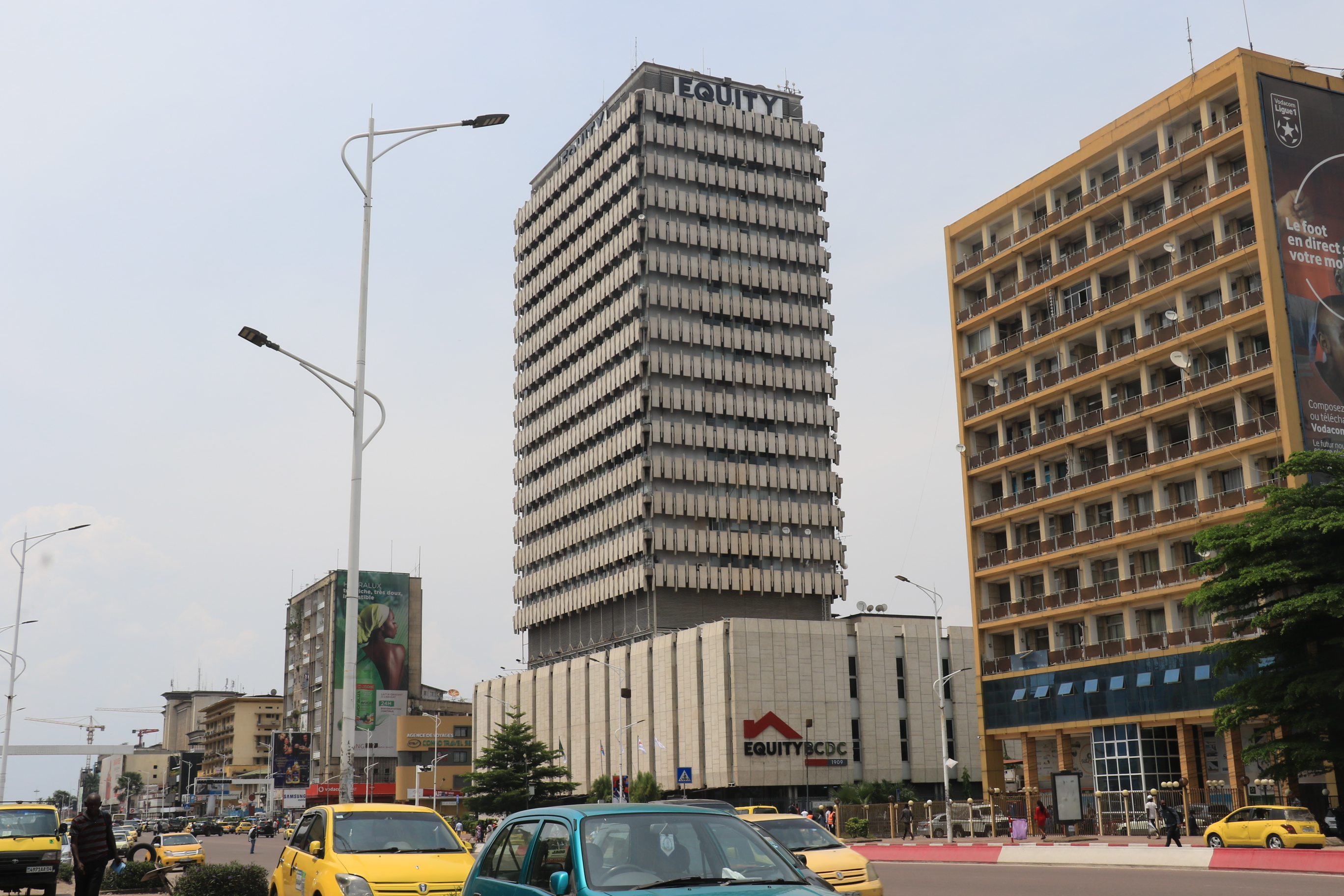
Hoofdkantoor in Kinshasa, voltooid in 1975
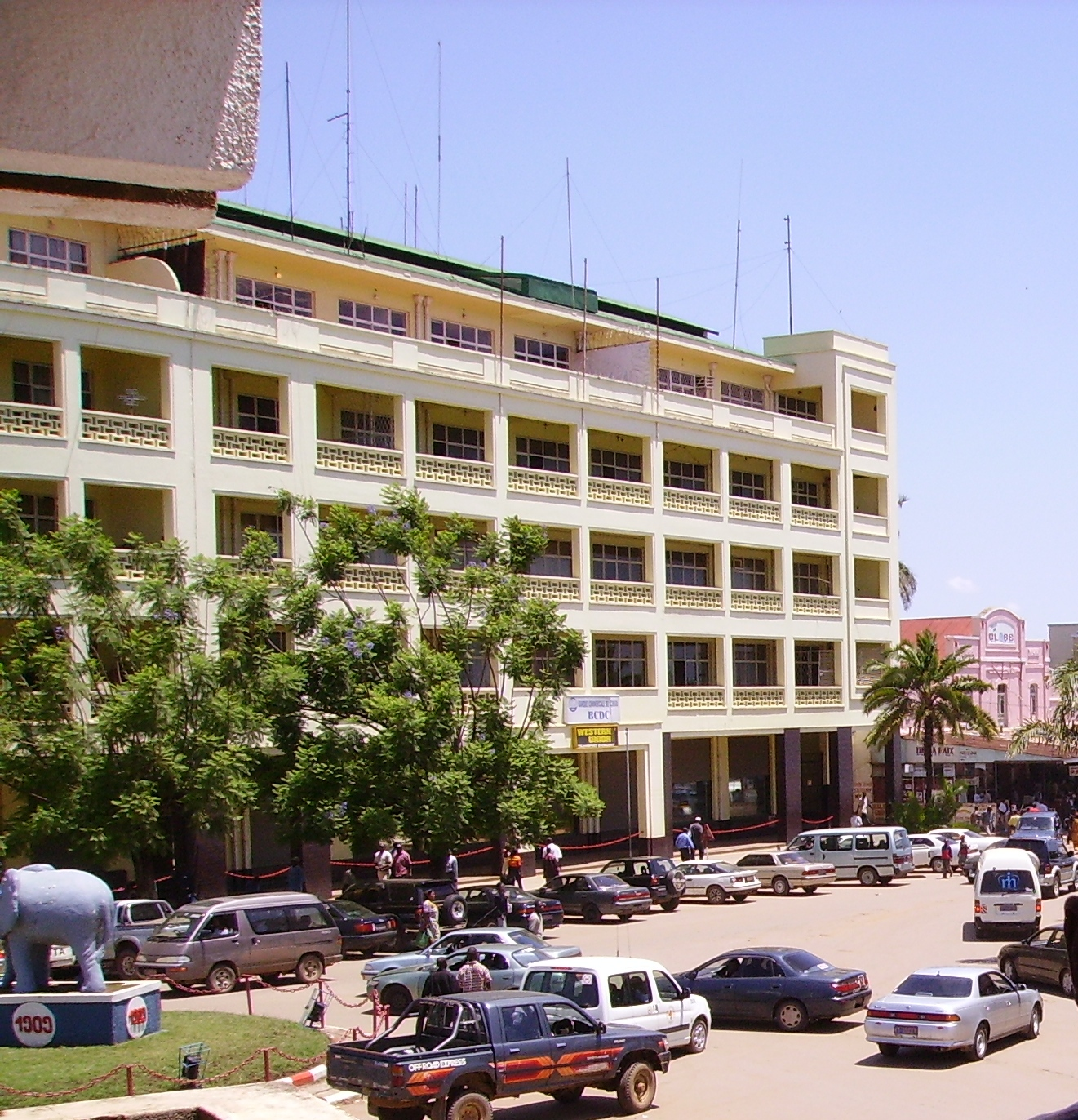
Kantoor in Lubumbashi (2008)
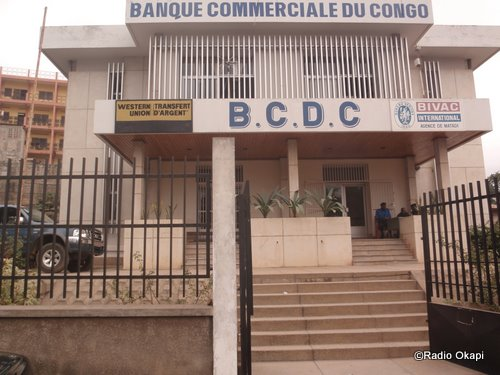
Kantoor in Matadi (2020)